# Chromatoiulus monticola
Chromatoiulus monticola är en mångfotingart som beskrevs av Karl Wilhelm Verhoeff 1898. Chromatoiulus monticola ingår i släktet Chromatoiulus och familjen kejsardubbelfotingar. Inga underarter finns listade i Catalogue of Life.